# 平井理子
平井理子（3月25日—），是日本女性声优，隶属于Kenyu Office。出生于大阪府。之前是Hyper Voice Managements公司所属。代表作为超級機器人大戰OG系列的菈朵妮·史伯特、神曲奏界中的克蒂卡尔特·阿帕·拉古兰杰丝。

## 演出作品

### TV动画
- Wind -a breath of heart-（月代 彩）
- 超級機器人大戰OG -Divine Wars-（菈朵妮·史伯特）
- 超級機械人大戰OG -The Inspector-（菈朵妮·史伯特）
- 夢色蛋糕師（安堂一太）
- Little Busters!（阿酱前辈）

### OVA
- Wind -a breath of heart-（月代 彩）
- 超級機器人大戰ORIGINAL GENERATION THE ANIMATION（菈朵妮·史伯特）
- ねとらん者 THE MOVIE（任意たん）
- Little Busters! EX（阿醬前輩）

### 游戏
- Wind -a breath of heart-（月代 彩）
- CROSS†CHANNNEL〜to all people〜（七香）
- 風ノ唄（籐子）
- 神曲奏界（克緹卡兒蒂·阿巴·拉格蘭潔絲）
- SWITCH（NEUT ニュート）
- 超級機器人大戰系列
  - 超級機器人大戰OG ORIGINAL GENERATIONS（菈朵妮·史伯特）
  - 超級機器人大戰OG外傳（菈朵妮·史伯特）
- narcissu 3rd -Die Dritte welt-（伊利斯）
- 桃色大战对对碰（白白先生）
- PARA-SOL（藤田和香）

### CD
- 风-心灵之息  STORIES ［calling］（月代 彩）
- モエかん&Wind コラボレーション广播剧 〜Make a Wish 真夏の饗宴〜（月代 彩）
- 广播剧CD 久遠の絆〜平安編〜（安倍晴明（幼少時代））
- Wind / はるのあしおと广播剧CDセット [reminiscence]（月代 彩・真由美）
- 超級機器人大戰 ORIGINAL GENERATION 原创广播剧CD Vol.1 - Vol.3（菈朵妮·史伯特）
- 风-心灵之息 角色CD [soar]（月代 彩）
- 「ぷちでぃーばの!ミッションリターンズCD〜狼なんか怖くない〜」广播剧[Flog Prince]（旁白、魔女など）
- 广播剧CD ショショリカ（阿托希纳ー＝艾达）

### 其他
- ミリタリーDVD杂志【GUNNER 2】ナレーション（大洋図書）
- ミリタリーDVD杂志【GUNNER 3】ナレーション（大洋図書）
- ミリタリーDVD杂志【GUNNER 4】ナレーション（大洋図書）
- ミリタリーDVD杂志【GUNNER 5】ナレーション（大洋図書）
- ミリタリーDVD杂志【GUNNER 6】ナレーション（大洋図書）
- ミリタリーDVD杂志【GUNNER 増刊号】ナレーション（大洋図書）
- ミリタリーDVD杂志【GUNNER 7】ナレーション（大洋図書）
- SHAFT 6th PERFORMANCE『九龍迷廊-Kowloon maze-』ケイティー・リリー（麗麗）役（2006年6月23日 - 25日・東京大塚・萬スタジオ）

## 外部連結
- http://rikoriko.anisen.tv/ （页面存档备份，存于）（日語）
- 事務所公開簡歷（日語）